# Żarko Serafimowski
Žarko Serafimowski (mac. Жарко Серафимовски, ur. 13 lutego 1971 w Skopju) – macedoński piłkarz grający na pozycji pomocnika. W reprezentacji Macedonii rozegrał 34 mecze i strzelił 3 gole.

## Kariera klubowa
Karierę piłkarską Serafimowski rozpoczął w klubie Wardar Skopje. W 1990 roku awansował do kadry pierwszej drużyny i w sezonie 1990/1991 zadebiutował w nim w rozgrywkach drugiej ligi jugosłowiańskiej. W 1991 roku awansował z Wardarem do pierwszej ligi, a od 1992 roku grał w nowo powstałej lidze macedońskiej. W latach 1993–1995 trzykrotnie z rzędu wywalczył z Wardarem trzy tytuły mistrza Macedonii. W 1993 i 1995 roku zdobył też dwa Puchary Macedonii.
W 1996 roku Serafimowski został zawodnikiem szwajcarskiego BSC Young Boys. Przez dwa lata rozegrał 4 mecze w lidze szwajcarskiej. W 1999 roku wrócił do Macedonii i przez sezon grał w Makedoniji Ǵorcze Petrow Skopje.
W 2000 roku Serafimowski przeszedł do Trabzonsporu. Po roku gry w nim odszedł do izraelskiego Hapoelu Beer Szewa. Natomiast od lata 2002 do końca 2003 roku występował w Bułgarii, w Łokomotiwie Płowdiw. W sezonie 2003/2004 wywalczył z Łokomotiwem mistrzostwo Bułgarii.
Na początku 2004 roku Serafimowski wrócił do Wardaru Skopje. W 2006 roku ponownie zmienił barwy klubowe i został piłkarzem Renowy Dżepcziszte. W 2007 roku jako piłkarz tego klubu zakończył karierę.
| Sezon   | Klub              | Kraj               | Rozgrywki      | Mecze | Bramki |
| ------- | ----------------- | ------------------ | -------------- | ----- | ------ |
| 1990/91 | Wardar Skopje     | Jugosławia         | Druga Liga     | ?     | ?      |
| 1991/92 | Wardar Skopje     | Jugosławia         | Prva Liga      | ?     | ?      |
| 1992/93 | Wardar Skopje     | Macedonia Północna | Prwa Liga      | ?     | ?      |
| 1993/94 | Wardar Skopje     | Macedonia Północna | Prwa Liga      | ?     | ?      |
| 1994/95 | Wardar Skopje     | Macedonia Północna | Prwa Liga      | ?     | ?      |
| 1995/96 | Wardar Skopje     | Macedonia Północna | Prwa Liga      | ?     | ?      |
| 1996/97 | BSC Young Boys    | Szwajcaria         | Nationalliga A | 4     | 0      |
| 1997/98 | BSC Young Boys    | Szwajcaria         | Nationalliga A | 0     | 0      |
| 1999/00 | Makedonija GP     | Macedonia Północna | Prwa Liga      | 20    | 4      |
| 2000/01 | Trabzonspor       | Turcja             | Süper Lig      | 16    | 2      |
| 2001/02 | Hapoel Beer Szewa | Izrael             | Ligat ha’Al    | 15    | 0      |
| 2002/03 | Łokomotiw Płowdiw | Bułgaria           | A PFG          | 24    | 6      |
| 2003/04 | Łokomotiw Płowdiw | Bułgaria           | A PFG          | 4     | 0      |
| 2003/04 | Wardar Skopje     | Macedonia Północna | Prwa Liga      | 14    | 5      |
| 2004/05 | Wardar Skopje     | Macedonia Północna | Prwa Liga      | 29    | 5      |
| 2005/06 | Wardar Skopje     | Macedonia Północna | Prwa Liga      | 14    | 1      |
| 2005/06 | FK Renowa         | Macedonia Północna | Prwa Liga      | 12    | 1      |
| 2006/07 | FK Renowa         | Macedonia Północna | Prwa Liga      | 11    | 0      |

## Kariera reprezentacyjna
W reprezentacji Macedonii Serafimowski zadebiutował 23 marca 1994 roku w wygranym 2:0 towarzyskim meczu ze Słowenią. W swojej karierze grał z Macedonią w eliminacjach do Euro 96, Euro 2000 i MŚ 2002. W kadrze narodowej od 1994 do 2001 roku rozegrał 34 mecze i strzelił 3 gole.
| Mecze i gole w reprezentacji | Mecze i gole w reprezentacji | Mecze i gole w reprezentacji | Mecze i gole w reprezentacji | Mecze i gole w reprezentacji | Mecze i gole w reprezentacji | Mecze i gole w reprezentacji |
| #                            | Data                         | Stadion                      | Rywal                        | Wynik                        | Gol                          | Rozgrywki                    |
| 1994                         | 1994                         | 1994                         | 1994                         | 1994                         | 1994                         | 1994                         |
| ---------------------------- | ---------------------------- | ---------------------------- | ---------------------------- | ---------------------------- | ---------------------------- | ---------------------------- |
| 1.                           | 23.03.1994                   | Skopje, Macedonia            | Słowenia                     | 2:0                          | 1                            | towarzyski                   |
| 2.                           | 14.05.1994                   | Tetowo, Macedonia            | Albania                      | 5:1                          | 0                            | towarzyski                   |
| 3.                           | 01.06.1994                   | Skopje, Macedonia            | Estonia                      | 2:0                          | 0                            | towarzyski                   |
| 4.                           | 31.08.1994                   | Skopje, Macedonia            | Turcja                       | 0:2                          | 0                            | towarzyski                   |
| 5.                           | 07.09.1994                   | Skopje, Macedonia            | Dania                        | 1:1                          | 0                            | el. ME 1996                  |
| 6.                           | 12.10.1994                   | Skopje, Macedonia            | Hiszpania                    | 0:2                          | 0                            | el. ME 1996                  |
| 7.                           | 16.11.1994                   | Bruksela, Belgia             | Belgia                       | 1:1                          | 0                            | el. ME 1996                  |
| 8.                           | 17.12.1994                   | Skopje, Macedonia            | Cypr                         | 3:0                          | 0                            | el. ME 1996                  |
| 1995                         |                              |                              |                              |                              |                              |                              |
| 9.                           | 12.04.1995                   | Koczani, Macedonia           | Bułgaria                     | 0:0                          | 0                            | towarzyski                   |
| 10.                          | 26.04.1995                   | Kopenhaga, Dania             | Dania                        | 0:1                          | 0                            | el. ME 1996                  |
| 11.                          | 10.05.1995                   | Erywań, Armenia              | Armenia                      | 2:2                          | 0                            | el. ME 1996                  |
| 12.                          | 07.06.1995                   | Skopje, Macedonia            | Belgia                       | 0:5                          | 0                            | el. ME 1996                  |
| 13.                          | 30.08.1995                   | Stambuł, Turcja              | Turcja                       | 1:2                          | 0                            | towarzyski                   |
| 14.                          | 06.09.1995                   | Skopje, Macedonia            | Armenia                      | 1:2                          | 0                            | el. ME 1996                  |
| 15.                          | 11.10.1995                   | Limassol, Cypr               | Cypr                         | 1:1                          | 0                            | el. ME 1996                  |
| 16.                          | 07.06.1995                   | Elche, Hiszpania             | Hiszpania                    | 0:3                          | 0                            | el. ME 1996                  |
| 1999                         |                              |                              |                              |                              |                              |                              |
| 17.                          | 05.09.1999                   | Belgrad, Jugosławia          | Jugosławia                   | 1:3                          | 0                            | el. ME 2000                  |
| 18.                          | 08.09.1999                   | Belgrad, Jugosławia          | Jugosławia                   | 2:4                          | 0                            | el. ME 2000                  |
| 2000                         |                              |                              |                              |                              |                              |                              |
| 19.                          | 23.02.2000                   | Skopje, Macedonia            | Jugosławia                   | 1:2                          | 0                            | towarzyski                   |
| 20.                          | 29.03.2000                   | Zenica, Bośnia i Hercegowina | Bośnia i Hercegowina         | 0:1                          | 0                            | towarzyski                   |
| 21.                          | 26.04.2000                   | Prilep, Macedonia            | Albania                      | 1:0                          | 1                            | towarzyski                   |
| 22.                          | 07.06.2000                   | Teheran, Iran                | Korea Południowa             | 1:2                          | 0                            | LG Cup 2000                  |
| 23.                          | 09.06.2000                   | Teheran, Iran                | Iran                         | 1:3                          | 0                            | LG Cup 2000                  |
| 24.                          | 03.09.2000                   | Bratysława, Słowacja         | Słowacja                     | 0:2                          | 0                            | el. MŚ 2002                  |
| 25.                          | 06.10.2000                   | Skopje, Macedonia            | Azerbejdżan                  | 3:0                          | 0                            | el. MŚ 2002                  |
| 26.                          | 11.10.2000                   | Kiszyniów, Mołdawia          | Mołdawia                     | 0:0                          | 0                            | el. MŚ 2002                  |
| 2001                         |                              |                              |                              |                              |                              |                              |
| 27.                          | 28.02.2001                   | Skopje, Macedonia            | Czechy                       | 1:1                          | 0                            | towarzyski                   |
| 28.                          | 24.03.2001                   | Göteborg, Szwecja            | Szwecja                      | 0:1                          | 0                            | el. MŚ 2002                  |
| 29.                          | 28.03.2001                   | Skopje, Macedonia            | Turcja                       | 1:2                          | 0                            | el. MŚ 2002                  |
| 30.                          | 02.06.2001                   | Skopje, Macedonia            | Mołdawia                     | 2:2                          | 0                            | el. MŚ 2002                  |
| 31.                          | 06.06.2001                   | Bursa, Turcja                | Turcja                       | 3:3                          | 1                            | el. MŚ 2002                  |
| 32.                          | 24.07.2001                   | Évreux, Francja              | Katar                        | 0:1                          | 0                            | towarzyski                   |
| 33.                          | 01.09.2001                   | Skopje, Macedonia            | Szwecja                      | 1:2                          | 0                            | el. MŚ 2002                  |
| 34.                          | 05.09.2001                   | Baku, Azerbejdżan            | Azerbejdżan                  | 1:1                          | 0                            | el. MŚ 2002                  |